# Campeonato Maranhense de Futebol de 1954
O Campeonato Maranhense de Futebol de 1954 foi a 33º edição da divisão principal do campeonato estadual do Maranhão. O campeão foi o Sampaio Corrêa que conquistou seu 6º título na história da competição. O artilheiro do campeonato foi Abimael, jogador do Vitória do Mar, com 5 gols marcados.

## Premiação
| Campeonato Maranhense de 1954      |
| São Luís                           |
| ---------------------------------- |
| Sampaio Corrêa Campeão (6º título) |